# زن خطرناک (آلبوم)

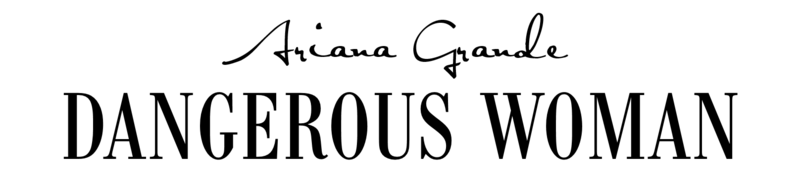
زن خطرناک

زن خطرناک (به انگلیسی: Dangerous Woman) سومین آلبوم استودیویی خواننده آمریکایی آریانا گرانده است که در ۲۰ مه ۲۰۱۶ توسط ریپابلیک رکوردز منتشر شد. این آلبوم ادامه دومین آلبوم استودیویی همه چیز من است و شامل حضور مهمانانی چون نیکی میناژ، لیل وین، میسی گری و فیوچر است. آلبوم در اصل به مهتاب نامگذاری شده بود و ترانه «تمرکز کن» به عنوان اولین تک‌آهنگ آلبوم تعیین شده بود، با این حال پس از تکمیل آهنگی دیگر از آلبوم، آریانا تصمیم به تغییر نام آلبوم به زن خطرناک گرفت و «تمرکز کن» را از لیست آهنگ‌های آلبوم حذف کرد و سرانجام آهنگ هم‌نام با عنوان آلبوم به عنوان اولین تک‌آهنگ آلبوم جایگزین تمرکز کن شد. زن خطرناک در درجه اول یک آلبوم پاپ و ریتم اند بلوز است همراه با تأثیراتی از هاوس و دنس-پاپ. گرانده، مکس مارتین عنوان مدیر اجرایی تولید آلبوم را داشت و سه تک‌آهنگ اصلی آلبوم توسط ایلیا سلمان‌زاده و تامی براون نوشته و آهنگسازی شد.
آلبوم با رتبه دو در بیلبورد ۲۰۰ کار خود را شروع کرد، ۱۷۵٬۰۰۰ آلبوم در هفته اول به فروش رفت، به همراه ۱۲۹٬۰۰۰ عدد از پیش فروش. این اولین آلبوم وی بود که نتوانست به رتبه شماره یک در ایالات متحده برسد. با این حال در بریتانیا، آلبوم با رتبه یک کار خود را شروع کرد و به اولین آلبوم شماره یک وی در این کشور تبدیل شد. همچنین در کشورهای استرالیا، برزیل، ایتالیا، ایرلند، نیوزیلند، اسپانیا و تایوان به رتبه یک دست یافت و در بیشتر کشورهایی که جدول فروش دارند وارد جدول ده آلبوم پرفروش شد. اولین تک‌آهنگ آلبوم «زن خطرناک» در تاریخ ۱۱ مارس ۲۰۱۶ منتشر شد و رتبه شماره ۸ را در جدول ۱۰۰ آهنگ داغ بیلبورد به خود اختصاص داد. دومین تک‌آهنگ آلبوم «علاقه‌مند به تو» در تاریخ ۶ می ۲۰۱۶ منتشر شد و رتبه شماره ۱۳ را در جدول به خود اختصاص داد. دو تک‌آهنگ تبلیغاتی برای آلبوم منتشر شد، «خوب می‌شود» و «بذار عاشقت باشم» (به همراه رپر لیل وین) که به ترتیب در رتبه‌های ۴۳ و ۹۹ در جدول ۱۰۰ آهنگ داغ بیلبورد جای گرفتند.
به‌طور کلی آلبوم نقدهای مثبتی را از سوی منتقدان دریافت کرد. گرانده آلبوم را چندین‌بار در تلویزیون تبلیغ کرده‌است. او میزبان و اجراکننده مهمان در پخش زنده شنبه شب بوده‌است. همچنین او یک مِدلی از «زن خطرناک» و «علاقه‌مند به تو» را در جوایز موسیقی بیلبورد ۲۰۱۶ و جوایز موزیک ویدئوی ام‌تی‌وی ۲۰۱۶ اجرا کرد.
وی سومین تک‌آهنگ آلبوم خودبه نام «در کنار هم» با همکاری رپر معروف آمریکایی نیکی میناژ منتشر کرد که به رتبه ۴ جدول ۱۰۰ آهنگ داغ بیلبورد رسید. وی این تک‌آهنگ در مراسم موسیقی آمریکا ۲۰۱۶ اجرا کرد که برنده بهترین اجرای مراسم شد، دومین اجرای برتر مراسم برای دو سال متوالی این خواننده موفق آمریکایی.
همچنین موزیک ویدیو این آهنگ جزو سریع‌ترین موزیک ویدیوهای تاریخ بود که به ۸۰۰ میلیون بازدید در یوتیوب رسید. تک آهنگ «زن خطرناک» نامزد جایزه گرمی ۲۰۱۷ برای بهترین آهنگ سال شد. این آلبوم بیش از دو میلیون فروش جهانی داشته‌است.